# NGC 7309
NGC 7309 est une galaxie spirale intermédiaire située dans la constellation du Verseau. Cette galaxie a été découverte par l'astronome germano-britannique William Herschel en 1785.
La vitesse de NGC 7309 par rapport au fond diffus cosmologique est de 3 657 ± 26 km/s, ce qui correspond à une distance de Hubble de 53,9 ± 3,8 Mpc (∼176 millions d'al).
La classe de luminosité de NGC 7309 est III et elle présente une large raie HI. Elle renferme également des régions d'hydrogène ionisé.
À ce jour, sept mesures non basées sur le décalage vers le rouge (redshift) donnent une distance égale à 23,357 ± 2,398 Mpc (∼76,2 millions d'al), ce qui est loin à l'extérieur des valeurs de la distance de Hubble. Notons que c'est avec la valeur moyenne des mesures indépendantes, lorsqu'elles existent, que la base de données NASA/IPAC calcule le diamètre d'une galaxie et qu'en conséquence le diamètre de NGC 7309 pourrait être d'environ 35,8 kpc (∼117 000 al) si on utilisait la distance de Hubble pour le calculer. 

## Classification

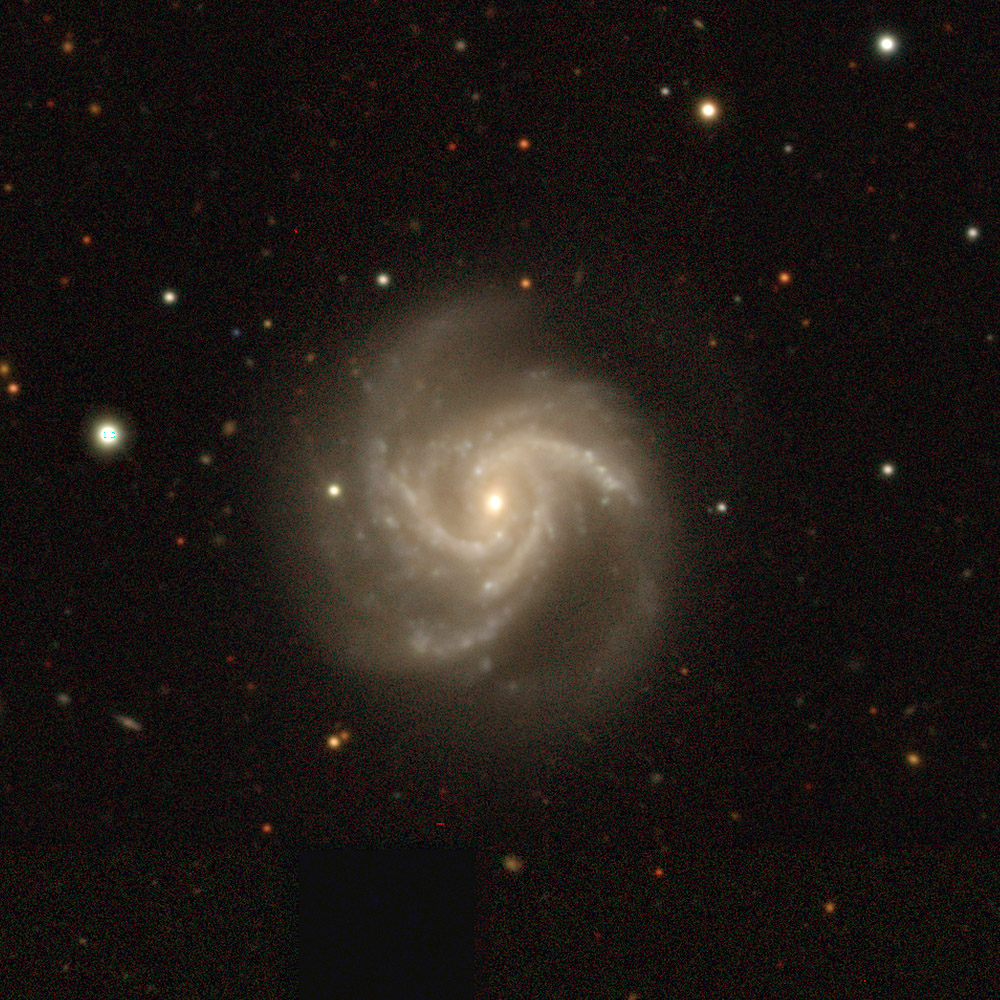
NGC 7309 par le projet « Legacy Surveys DR10 ».

Les avis diffèrent au sujet de la classification de cette galaxie. Pour le professeur Seligman, il s'agit d'une galaxie spirale ordinaire. Pour Wolfgang Steinicke, c'est une galaxie spirale barrée. Pour les bases de données HyperLeda et NASA/IPAC, c'est une galaxie spirale intermédiaire. On ne voir aucune barre au centre de cette galaxie sur l'image du relevé Pan-STARRS ainsi que celle du projet Legacy Survey, mais les bras ne partent pas du noyau de la galaxie. La classification de spirale intermédiaire semble mieux décrire cette galaxie.